# Epoca de Aur a Portugaliei
Epoca de Aur a Portugaliei, numit și Secolul de Aur al Portugaliei, (în portugheză Século de Ouro) cuprinde cea mai mare parte a secolului al XV-lea, marcat de Ilustra generație, până la căderea Casei de Aviz în 1578.
În această perioadă, Portugalia devine primul stat european care formează un imperiu de tip colonial, cunoscut drept Imperiul Portughez. Numeroase acțiuni de extindere teritorială vor fi întreprinse, printre care trecerea Capului Bunei Speranțe, formarea unei sfere de influență în India, anexarea insulelor Azore, Madeira, și a Capului Verde. Se vor înființa colonii în Africa și în America de Sud. Portughezii vor explora oceanele Atlantic și Indian, vor crea noi rute comerciale, și vor fi primii europeni care vor intra în contact cu Dinastia Ming și cu Japonia. Colonia Macau va fi înființată.